# 逢紀
逢 紀（ほう き、? - 202年）は、中国後漢末期の政治家、武将。字は元図。荊州南陽郡の人。

## 正史の事跡

### 初期の事跡
聡明で計略に長じていた。何進に仕えていた頃から袁紹とは親しく、後に許攸とともにその旗揚げを助け参謀として仕えた。
『英雄記』によれば、逢紀は袁紹に「公孫瓚に韓馥を攻めさせて、韓馥が臆病になったところを、使者を派遣して利害損得を説明させれば、韓馥は冀州を（袁紹に）譲るでしょう。」と語った。袁紹が、この提案に従ったところ、公孫瓚は韓馥を攻撃した。
初平2年（191年）、逢紀の思惑通り、袁紹は韓馥から冀州を譲り受け、河北袁紹政権の基礎を築いた。後に、逢紀は審配と共に袁紹軍の軍務を総理した。
最古参の臣下であることや、政権の基礎を築くなど袁紹の危機を救ったため、参謀の中でも最も重用されたが、同僚であった審配・田豊とは仲が悪く、常に対立していた。特に後者との不仲は深刻で、建安5年（200年）の官渡の戦いのときに、袁紹が田豊の進言を用いなかったのは、逢紀の讒言を信じていたためと言われている。しかも敗戦後には、袁紹に讒言して田豊を処刑させたとされる。
その一方で官渡の戦いの後に、讒言により窮地に陥った審配を「私情と国事は別問題である」として、懸命に弁護した。そのため、審配との関係は一時改善されている。

### 袁氏内紛と最期
建安7年（202年）5月、袁紹死後に三男袁尚を審配と共に支持し、長男袁譚を支持する郭図・辛評らの一派と対立した。『後漢書』袁紹伝によれば、審配と逢紀は、袁紹の遺命を偽造してまで袁尚の後継を強行したとされる。これにより、袁紹が一代で築き上げた袁氏勢力を分裂させることにつながってしまった。
この骨肉の内紛を見て、同年9月に曹操が侵攻して来た。袁尚は袁譚に命じてこれを迎撃させたが、袁譚が増援を頼んでも、袁尚は増援を送らなかった。このため曹操軍に大敗し怒った袁譚は、袁尚が自分の目付役として付けていた逢紀を殺害した。
後に審配が郭図の誅殺を求める信書を袁譚に送っているが、この信書の中では、逢紀（『後漢書』では郭図。）をも「凶臣」と糾弾して、袁譚が逢紀を処刑したことを賞賛し、また、袁尚も逢紀の妻子を処刑したとしている。
曹操軍の荀彧は、「逢紀は、向こう見ずで自分のことしか考えない」と批評した。

## 物語中の逢紀
小説『三国志演義』でも登場し、その事跡は史実とほぼ同様である。なお、袁譚のところへ赴いた経過は、以下のように描かれている。郭図が袁尚に救援を求める使者として訪れた際、郭図は袁譚の参謀として審配か逢紀のいずれか1人を派遣するよう袁尚に強く求める。このため袁尚は已む無く2人に籤を引かせたが、逢紀が当たり籤を引いてしまう。もちろん郭図の狙いは、単に人質を捕るためのものだったとしている。